# Fundo Brasileiro para a Biodiversidade
O FUNBIO - Fundo Brasileiro para a Biodiversidade é uma associação civil sem fins lucrativos, com o título de OSCIP, em atividade desde 1996. Sua origem foi derivada de um dos acordos internacionais resultantes da Rio 92, a Convenção sobre a Diversidade Biológica, com o objetivo de prover um mecanismo financeiro ágil para a conservação da Biodiversidade. O FUNBIO atua como parceiro estratégico do setor privado e de órgãos públicos estaduais e federais, viabilizando investimentos socioambientais das empresas e a redução e mitigação dos impactos causados por elas no meio ambiente.  Na esfera pública, o FUNBIO auxilia na consolidação de políticas de conservação e viabilização de programas de financiamento ambiental. Entre as especialidades do fundo estão o desenho e gestão de mecanismos financeiros, projetos integrando biodiversidade, mudanças climáticas e articulação de atores em redes nacionais e internacionais. Desde a sua criação, já apoiou mais de 400 projetos de número superior a 300 instituições e 411 UCs.
Em 2015, após uma criteriosa avaliação, o FUNBIO se tornou a 1ª agência implementadora nacional do GEF da América Latina. Entre outras agências implementadoras do GEF estão instituições como o Banco Mundial, Banco Interamericano de Desenvolvimento (BID) e o Programa das Nações Unidas para o Meio Ambiente (PNUMA).
O FUNBIO, credenciado desde 2018, é uma das três agências nacionais implementadoras no Brasil do Green Climate Fund (GCF), Fundo Verde do Clima, em português. Ao seu lado estão a Caixa Econômica Federal e o BNDES.

## Logotipo
O símbolo do FUNBIO se expressa com elementos que nos fazem lembrar a bandeira do Brasil, em cor verde floresta e um desenho que parte de um espiral e depois toma formas retas, simbolizando algo que sai do natural e depois sugere intervenções humanas.

## Principais Programas

### Programa Áreas Protegidas da Amazônia (ARPA)
O Programa Áreas Protegidas da Amazônia (ARPA) é o maior Programa de conservação e uso sustentável de florestas tropicais do mundo, com o desafio de conservar uma amostra representativa da biodiversidade no Bioma Amazônia, dos seus ecossistemas e paisagens, promover o desenvolvimento socioeconômico regional com base no uso racional da floresta e a manutenção dos serviços ambientais ali existentes. O Programa Arpa é financiado com recursos do Global Environment Facility (GEF), por meio do Banco Mundial; do governo da Alemanha, através do Banco de Desenvolvimento da Alemanha (KfW); da Rede WWF, a partir do WWF-Brasil; e do Fundo Amazônia, por meio do Banco Nacional de Desenvolvimento Econômico e Social (BNDES). São parceiros do Arpa, além do FUNBIO (agente financeiro e executor dos recursos), o ICMBio e os governos dos Estados do Acre, Amapá, Amazonas, Mato Grosso, Pará, Rondônia e Tocantins.

### REM MATO GROSSO
O REM contribui com a Convenção-Quadro das Nações Unidas sobre Mudanças Climáticas (UNFCCC, na sigla em inglês) firmada na Rio 92. Até o momento Brasil, Colômbia e Equador já foram beneficiados. No Brasil o estado do Acre foi o primeiro a receber os recursos do programa Global. No final de 2017 o estado do Mato Grosso (MT) também passou a ser beneficiado pelo REM, isso por ter promovido uma redução de mais de 90% dos desmatamentos nas florestas no período 2004 a 2014. O chamado REM MT já tem garantido cerca de €44 milhões do Governo da Alemanha por meio do Banco de Desenvolvimento (KfW) e o Governo do Reino Unido da Grã-Bretanha e da Irlanda do Norte, por meio da Secretaria de Negócios, Energia e Estratégia Industrial (BEIS).